# Драунинг Пул
Drowning Pool е алтърнатив метъл група от град Далас, щата Тексас, САЩ.

## История

### Формиране иSinner(1996 – 2002)
Китаристът Си Джей Пиърс и барабанистът Майк Люс формират Drowning Pool, след като се преместват от Ню Орлиънс в Далас. Там те привличат в новата група басиста Стиви Бентън. В продължение на няколко години се представят като инструментално трио до 1999 г., когато към групата се присъединява вокалиста Дейв Уилямс.
Групата набира популярност по време на участието си на турнето Ozzfest. Техният дебютен албум Sinner от 2001 г. става платинен в рамките на шест седмици. На 14 август 2002 г. Дейв Уилямс е намерен мъртъв в тур буса на групата. Установява се, че той е починал от недиагностицирано сърдечно заболяване – кардиомиопатия.
Когато биват попитани дали групата е имала някакви неиздавани песни до този момент, Люс отговоря, че "само 3 – 4 песни са били готови, включително и една наречена „Heroes“, която е знак на почит към мъртвите рок музиканти като Лейн Стейли. Не знам дали някога ще ги издаваме.".

### Desensitized, Full Circle(2002 – 2012)
След смъртта на Уилямс групата решава да продължи напред и започва търсенето на нов вокалист. В крайна сметка, през 2003 г. сред многото кандидати групата се спира на Джейсън Джоунс. През 2004 г. излиза вторият им албум – Desensitized. Също така се забелязва значителна промяна във визуалния стил на групата, като ги няма вече гримасите и анти-социалното поведение. На 14 юни 2005 г. Джоунс напуска поради „непреодолими музикални различия“.
Бандата привлича за вокалист в редиците си Раян Маккомбс от Сойл. През октомври 2006 г. песента „No More“ става част от саундтрака на филма Убийствен пъзел 3. След записването на 2 албума с Drowning Pool – Full Circle и Drowning Pool, Маккомбс се завръща в Сойл и групата отново остава без фронтмен.

### Resilience (от 2012 г.)
През юли 2012 г., Джейсен Морено от The Suicide Hook е обявен за новия вокалист на бандата. На 14 август, навръх 10-годишнината от смъртта на Дейв Уилямс, групата издава песен в негова чест с името „In Memory Of ...“, която е от предстоящия им албум Resilience. Два допълнителни сингъла с Морено са издадени – „Saturday Night“ през ноември 2012 г. и „One Finger and Fist“. През декември 2012 г. групата обявява, че техният пети албум Resilience ще излезе на 9 април 2013 г.

## Критика
Бандата получава някои критики поради неправилното тълкуване на текста към песента си „Bodies“. През 2011 г., песента е свързана с покушението в Тусон срещу политичката Габриела Гифърдс. Скоро след инцидента, групата прави изявление: "Ние бяхме ужасени този уикенд след трагичните събития случили се в Аризона и за това, че музиката ни е изтълкувана погрешно. „Bodies“ е написана за братството на погото и никога не е била за насилие." Групата също така добавя: „За някого, който интерпретира видеото на песента за пого като гориво за акт на насилие, показва колко болен е. Ние подкрепяме тези, които правят нещо за да се пази Америка безопасна. Нашите сърца са с жертвите и техните семейства“.
„Bodies“ е била използвана и от разпитващите в лагера Гуантанамо през 2003 година.
На 9 декември 2008 г., басиста Стиви Бентън е цитиран от Асошиейтед прес, че е считал за чест, че американската армия е използвала музиката на групата върху затворниците. На 13 декември 2008 г., Бентън заявява в страницата на бандата в MySpace, че думите от неговия коментар за музикалните мъчения са „извадени от контекста“.

## Дискография
| - Sinner – (2001) - Desensitized – (2004) - Full Circle – (2007) - Drowning Pool – (2010) - Resilience – (2013) - Drowning Pool – (1999) - Pieces of Nothing – (2000) - Loudest Common Denominator – (2009) - Sinema – (2002) | - Bodies – (2001) - Sinner – (2001) - Tear Away – (2002) - Step Up – (2004) - Love and War – (2004) - Killin' Me – (2004) - Soldiers – (2007) - Enemy – (2007) - 37 Stitches – (2008) - Shame – (2009) - Feel Like I Do – (2010) - Turn So Cold – (2010) - Saturday Night – (2012) - One Finger and a Fist – (2013) |

## Състав
| Настоящи членове - Си Джей Пиърс – китара (1996– ) - Майк Люс – барабани (1996– ) - Стиви Бентън – бас (1996– ) - Джейсен Морено – вокали (2012– ) | Предишни членове - Дейв Уилямс – вокали (1999 – 2002) - Джейсън Джоунс – вокали (2003 – 2005) - Раян Маккомбс – вокали (2005 – 2011) |